# روجر كورتيس غرين
روجر كورتيس غرين (بالإنجليزية: Roger Curtis Green)‏ هو مؤرخ نيوزيلندي، ولد في 15 مارس 1932 في مقاطعة بيرغن في الولايات المتحدة، وتوفي في 4 أكتوبر 2009 في أوكلاند في نيوزيلندا.